# لیک سیتی (فلوریدا)
لیک سیتی (به انگلیسی: Lake City) شهری در شهرستان کلمبیا ایالت فلوریدا است که در سال ۱۸۵۹ بنیان‌گذاری شده‌است. این شهر طبق سرشماری سال ۲۰۱۰ میلادی، ۱۲٬۰۴۶ نفر جمعیت داشته و مساحت آن نیز ۲۸٫۷ کیلومتر مربع است.